# Ichiko Aoba
Ichiko Aoba (青葉市子 Aoba Ichiko?) es una cantautora y multinstrumentista japonesa de música folk. Aunque nacida en Urayasu, prefectura de Chiba (Japón), su actividad se desarrolla en la prefectura de Kioto. Aoba es conocida por sus canciones acústicas, cuyas letras están inspiradas en sueños, según declara.

## Comienzos
Aoba comenzó su instrucción musical a los diecisiete años, de la mano del cantautor Anmi Yamada, quien le enseñó a tocar la guitarra clásica. En entrevista, Aoba comentó que en ese entonces tomó inspiración de los dos estudios de animación más destacados de su época, Disney y Ghibli. Más tarde, sus álbumes 0 (2013) y QP (2018) incluirían versiones de canciones previas de Yamada, a manera de homenaje.

## Carrera
El primer álbum de Aoba, Razor Girl (剃刀乙女 Kamisori otome?, ‘La joven de la cuchilla’), fue lanzado en 2010, cuando contaba con diecinueve años. Desde entonces, ha producido seis álbumes, así como algunas versiones en vivo.
En cuanto a su trabajo colaborativo, Aoba ha trabajado con otras bandas y productores japoneses, como Mahito the People, de la banda Gezan, con quien sostuvo el dueto Nuuamm, cuyo primer álbum homónimo salió a la venta en 2014. El siguiente, W/ave, fue lanzado en 2017. Aoba también ha participado en producciones escénicas, como la obra de teatro Reina de los nueve días (九日間の女王 Kyūkakan no joō?), del escritor Go Aoki; o la película Esta es Amiko (こちらあみ子 Kochira Amiko?), producida por Yūsuke Morii en 2022; entre otros programas especiales para la paraestatal NHK o el tema “Balad of the Wind Fish”, del videojuego La leyenda de Zelda: El despertar de Link (2019), remake del original de 1993.

## Discografía
- 2010: Kamisori otome (剃刀乙女 ‘La joven de la cuchilla’?)
- 2011: Origami (檻髪 Origami?)
- 2012: Utabiko (うたびこ Utabiko?)
- 2013: 0
- 2016: Mahoroboshiya (マホロボシヤ Mahoroboshiya?)
- 2018: QP
- 2020: Adan no Kaze (アダンの風?  ‘Adán al viento’) ingl. ‘Windswept Adan’
- 2022: Amiko
- 2023: Meringue doll (Single[6])

### Versiones en vivo
- 2011: Kaizokuban (かいぞくばん?  lit. ‘Edición pirata’)
- 2014: 0%
- 2017: Pneuma
- 2020: “Gift” at Sogetsu Hall
- 2021: “Windswept Adan” Concert at Bunkamura Orchard Hall